# Lobosceliana loboscelis
Lobosceliana loboscelis är en insektsart som först beskrevs av Hermann Rudolph Schaum 1853.  Lobosceliana loboscelis ingår i släktet Lobosceliana och familjen Pamphagidae. Inga underarter finns listade i Catalogue of Life.